# Simona Cassian
Simona Cassian (n. 20 august 1925, Galați - d. 1991, București) a fost o cântăreață română de muzică ușoară. A fost soția compozitorului George Grigoriu; cei doi au fost și parteneri în cariera muzicală.

## Repertoriu selectiv
- „Cine n-a iubit măcar o dată”
- „Cine știe unde-i centru-n București?” (1961?, Mișu Iancu/Mircea Block) – cu Trio Grigoriu
- „Și totuși ne iubim”
- „Ți-ai făcut păcat cu mine”